# Anna Sablairolles

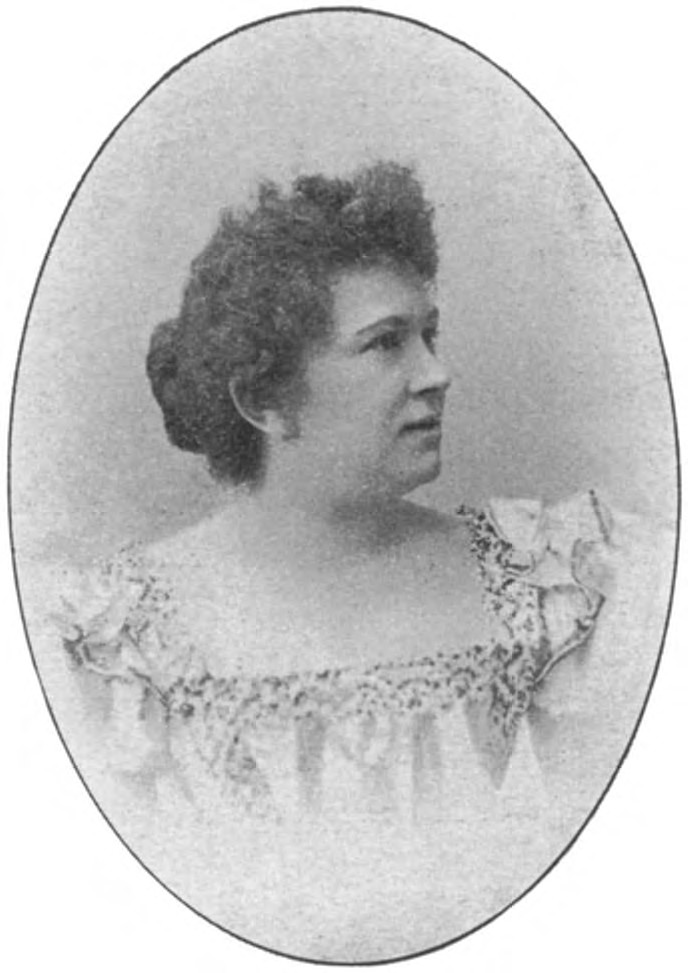
Anna Sablairolles

Johanna Cornelia Anna Sophia Sablairolles (* 7. Februar 1861 in Rotterdam; † 18. September 1945 in Haarlem) war eine niederländische Schauspielerin.

## Leben
Johanna Cornelia Sophia Sablairolles wurde am 7. Februar 1861 in Rotterdam geboren. Sie war die Tochter des Kapitäns der Handelsmarine, Willem Joshua Sablairolles (1822–1863) und Johanna Elisabeth Hendrika Geverding (1830–1923). Sie war das einzige Kind des Paares, welches das Erwachsenenalter erreichte. Zwei Brüder und eine Schwester waren kaum ein Jahr alt. Ihr Vater, ein Kapitän der Handelsmarine, starb, als sie zwei Jahre alt war. Es ist nicht genau klar, wo Anna aufgewachsen ist. Als sie dreizehn Jahre alt war, besuchte sie 1874  die neu gegründete Theaterschule an der Prinsengracht in Amsterdam. Dies könnte an ihren vier Tanten Wilhelmina Gerretje Sablairolles, Suzanna Sablairolles, Henriëtte Sablairolles und Sophia Sablairolles gelegen haben, die alle Schauspielerinnen gewesen waren. An der Ausbildung nahmen auch Kinder dieser Tanten, Annas Cousins, teil. Eine ihrer Lehrerinnen an der Schule war die berühmte Schauspielerin Maria Kleine-Gartman. Dank ihr debütierte Anna Sablairolles bereits während ihrer Ausbildung, sie hatte ihren ersten Auftritt am 2. November 1878 in eine der Ingénue-Rolle in „Juffrouw Bos“ von Hendrik Jan Schimmel in der Stadsschouwburg Amsterdam. Sie schloss ihre Ausbildung am 5. Juli 1879 ab und war damit eine der ersten Schülerinnen überhaupt, die die Theaterschule mit einem Schauspieldiplom verließen.
Nach ihrer Ausbildung spielte Anna Sablairolles bei Het Nederlandsch Tooneel in Amsterdam, wo sie erneut Kleine-Gartmans Schützling war.

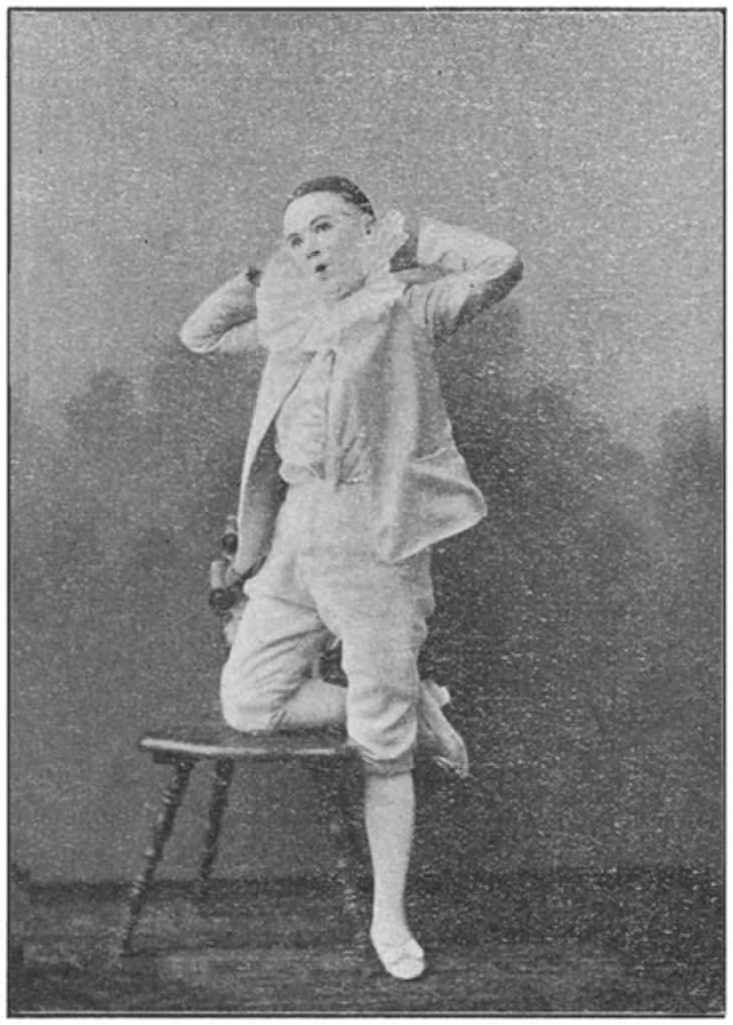
Anna Sablairolles in „De verloren zoon“

Anna Sablairolles heiratete am 20. Juli 1882 in Amsterdam den Theaterkritiker und Theaterhistoriker Johan Herman Rössing (1847–1918). Laut Heiratsurkunde war er der „Sekretär des Rates des Königlich Niederländischen Theaters“. Das Paar hatte zwei Kinder, Marie (1890–?) und Johan Herman Jr. (1891?–1955).
Ab 1884 spielte Sablairolles im Grand Théâtre der Gebrüder Van Lier und 1890–1893 im Salon des Variétés unter der Leitung von Marie M. Kreukniet und Henri Poolman. Beide Theater befanden sich in der Amstelstraat in Amsterdam. Im Salon sorgte sie in der Pantomime „De verloren zoon“ zusammen mit Esther de Boer-van Rijk und Henri Poolman für Aufsehen. Das Stück mit Anna Sablairolles als Pierrot wurde mindestens fünfzig Mal aufgeführt. Nachdem sie den Salon verlassen hatte, trat sie für kurze Zeit im Tivoli in Rotterdam auf, kehrte aber 1895 nach Amsterdam zurück. In den folgenden Jahren spielte sie unter der Leitung des berühmten Schauspielers und Bühneninnovators Willem Royaards.
Laut dem Buch „Onze tooneelspelers“ von 1899 (S. 181), für das die Daten hauptsächlich von den Biografierten selbst geliefert wurden, soll Anna Sablairolles Novellen geschrieben, Romane aus dem Deutschen und Französischen übersetzt und Beiträge für Zeitschriften wie „De Lantaarn“ verfasst haben. Einer dieser Romane ist bekannt, „Die goldene Schlange“ von Hermann Heiberg, der einer Anzeige zufolge im Jahr 1885 erschienen sein muss. Allerdings sind diese und alle anderen übersetzten Romane nicht mehr in niederländischen Bibliotheken zu finden, und das gilt auch für die Novellen. Allerdings sind dort zwei aus dem Französischen übersetzte ihrer Stücke zu finden. Sie veröffentlichte genau ein Stück in „De Lantaarn“, das von ihrem Mann herausgegeben wurde.
Ihr dreißigjähriges Theaterjubiläum feierte Anna Sablairolles im Jahr 1914. Zu dem Zeitpunkt stand sie eigentlich schon etwa 35 Jahre auf der Bühne. Bei dieser Gelegenheit spielte sie Gudula in „Die fünf Frankfurter“, auch ihre „großartige Vorstellung vom verlorenen Sohn“ wurde in Erinnerung gerufen.
Doch erst im darauffolgenden Jahr spielte sie die Rolle, die zu ihrer Paraderolle werden sollte, „mevrouw De Trévillac“ in der Komödie „Een schoon avontuur“. Laut einem Rezensenten kam sie dann „nahe an die Perfektion“.
Rössing starb im August 1918 in Haarlem, dort lebte das Paar vermutlich schon längere Zeit. Bemerkenswert ist, dass in Texten über ihn nie erwähnt wird, dass er mit Anna Sablairolles verheiratet war, während es bei ihr immer erwähnt wurde. Nach seinem Tod setzte Sablairolles ihre Bühnenkarriere fort. Um 1929 spielte sie im Oost-Nederlandsch Tooneel unter der Leitung von Albert van Dalsum. Sie wollte 1931 ihr fünfzigjähriges Jubiläum feiern, ebenfalls verspätet, doch die Theatergruppe hatte finanzielle Probleme und sie wurde krank.
78-jährig verabschiedete sich Anna Sablairolles 1939 mit einer Tournee durch Groningen, Deventer, Utrecht, Amsterdam, Den Haag und Rotterdam von der Bühne. Anna Sablairolles verabschiedete sich kurz vor dem Zweiten Weltkrieg von der Bühne und starb kurz darauf, am 18. September 1945.